# Bataille de Wahoo Swamp
Seconde guerre séminole
Batailles
- Massacre de Dade
- Withlacoochee
- Wahoo Swamp
- Hatchee-Lustee
- Lac Okeechobee
- Caloosahatchee

La bataille de Wahoo Swamp est un affrontement de la seconde guerre séminole qui eut lieu le 21 novembre 1836. Une force d'environ 1 200 soldats et miliciens américains menés par le gouverneur Richard Keith Call et accompagnés d'environ 800 guerriers creeks fut attaquée par des guerriers séminoles. Les Américains parvinrent à repousser les Séminoles dans les hammocks et les marais où ils prirent une position défensive. Progressant en terrain difficile et craignant des pertes élevées, les officiers américains décidèrent de stopper l'offensive et de se replier sur Volusia.